# Jacky Vimond
Jacky Vimond, né le 18 juillet 1961 à Saint-Lô, est un pilote français de motocross.

## Biographie
En 1986, Jacky Vimond est le premier pilote français de motocross à devenir champion du monde, après deux places de vice-champion du monde, dans la catégorie 250 cm3, en 1984 et 1985, derrière l'Autrichien Heinz Kinigadner, sur KTM. 
Lors de la fête célébrant son titre mondial, au cabaret le Paradis Latin, à Paris, il subit un grave accident en chutant d'une hauteur de 9 mètres, alors qu'il descend du plafond sur sa moto et qu'un câble de fixation se détache.
Cet accident ruine sa saison 1987, mais aussi la suite de sa carrière, alors qu'il doit disputer le mondial 500 cm3, au guidon de la toute nouvelle Yamaha YZM 500 d'usine, à cadre aluminium.
En 1988, il parvient cependant à remporter un GP, en Suède, et se classe 5e du championnat 500 (le plus relevé à l'époque).
En 1989, Yamaha arrête les GP 500 et Jacky Vimond s'aligne avec une 500 Honda spéciale, mais la moto n'est pas totalement au point et les résultats ne suivent pas.
En 1990,il est de retour en GP 250 au guidon d'une Suzuki, mais les douleurs persistantes ont finalement raison de sa motivation et Jacky Vimond arrête là sa carrière de pilote.   
Après sa carrière sportive, il devient entraîneur de jeunes pilotes au sein de l'équipe de France de motocross mise en place par la FFM. Sébastien Tortelli, Stéphane Roncada et David Vuillemin, entre autres, passent entre ses mains avec succès.

## Palmarès
- 11e du championnat du monde 125 cm3, en 1980
- 9e du championnat du monde 125 cm3, en 1981
- 6e du championnat du monde 125 cm3, en 1982
- 7e du championnat du monde 125 cm3, en 1983 (handicapé par une péritonite en début de saison)
- 31e du rallye Paris-Dakar[1], sur Yamaha 600 XT Ténéré, en 1984
- Vice-champion du monde 250 cm3, en 1984 et 1985, sur Yamaha 250 YZ
- Champion du Monde 250 cm3, en 1986, sur Yamaha 250 YZ
- 5e du mondial 500 cm3, en 1988, sur Yamaha 500 YZM
- Plusieurs titres de champion de France:
- Champion de France junior, en 1978
- Champion de France 125 cm3 Inter, en 1979, 1980 et 1981
- Champion de France 250 cm3 Inter, en 1982, 1984 et 1985
- Super champion de France, en 1983, 1984 et 1985
- Champion de France Open, en 1986, 1988 et 1989